# Dmitri Kondratjev
Dmitri Joerjevitsj Kondratjev (Russisch: Дмитрий Юрьевич Кондратьев) (Irkoetsk, 25 mei 1969) is een Russisch voormalig ruimtevaarder. In 2010/2011 verbleef hij 159 dagen aan boord van het Internationaal ruimtestation ISS.
In 1997 werd Kondratjev geselecteerd als astronaut. Kondratjev’s eerste en enige ruimtevlucht was Sojoez TMA-20 en vond plaats op 25 december 2010. Deze vlucht bracht de bemanningsleden naar het ISS. Hij maakte deel uit van de bemanning van ISS Expeditie 26 en 27. Tijdens zijn missie maakte hij twee ruimtewandelingen. In 2012 ging hij als astronaut met pensioen.